# كولي رستم (الريف الشرقي)
كولي رستم (بالفارسية: کولی‌رستم) هي منطقة سكنية تقع في إيران في قسم الريف الشرقي الريفي. يقدر عدد سكانها بـ 61 نسمة بحسب إحصاء 2016.